# Escobaria chihuahuensis
Escobaria chihuahuensis ist eine Pflanzenart in der Gattung Escobaria aus der Familie der Kakteengewächse (Cactaceae). Das Artepitheton chihuahuensis verweist auf das Vorkommen der Art im mexikanischen Bundesstaat Chihuahua.

## Beschreibung
Escobaria chihuahuensis wächst meist einzeln, manchmal jedoch auch mit mehreren Trieben und besitzt knollige Wurzeln. Die zylindrischen bis kugelförmigen Triebe erreichen bei Durchmessern von 6 bis 7 Zentimetern Wuchshöhen von bis zu 20 Zentimeter. Die kurzen Warzen sind an ihrer Oberseite gefurcht. Die fünf bis zehn Mitteldornen besitzen eine dunklere Spitze und weisen Längen von 1,5 bis 10 Millimeter auf. Die etwa 20 bis 32 weißen Randdornen liegen an den Trieben an und sind 4 bis 8 Millimeter lang.
Die Blüten sind hellrosafarben bis etwas purpurfarben. Sie sind 1,5 bis 2 Zentimeter lang und erreichen Durchmesser von bis zu 2 Zentimeter. Die grünen oder rötlichen länglichen Früchte sind bis zu 10 Millimeter lang und weisen Durchmesser von 7 Millimeter auf.

## Verbreitung, Systematik und Gefährdung
Escobaria chihuahuensis ist in den mexikanischen Bundesstaaten Chihuahua und Durango verbreitet.
Die Erstbeschreibung durch Nathaniel Lord Britton und Joseph Nelson Rose wurde 1923 veröffentlicht. Nomenklatorische Synonyme sind Coryphantha chihuahuensis (Britton & Rose) A.Berger (1929) und Escocoryphantha chihuahuensis (Britton & Rose) Doweld (1999).
Es werden folgende Unterarten unterschieden:
- Escobaria chihuahuensis subsp. chihuahuensis
- Escobaria chihuahuensis subsp. henricksonii (Glass & R.A.Foster) N.P.Taylor

In der Roten Liste gefährdeter Arten der IUCN wird die Art als „Least Concern (LC)“, d. h. als nicht gefährdet geführt.

## Nachweise